# デンマークの医療
デンマークの医療（Health care in Denmark）ではユニバーサルヘルスケア制度が存在し、ノルディックモデルの高福祉高負担国家として運営されている。医療制度は地方分権制でデンマークの地方行政区画(レギオナ)に責任があり、レギオナごとに医療計画がなされている。
2013年のWHO報告によれば、平均寿命は79歳、GDPに占める医療費は11.1%、政府一般歳出に占める医療費は16.4%、医師数は人口一万あたり34.2人、看護師数は人口一万あたり160.9人であった。健康格差は他のOECD諸国と比べて低いとされる。

デンマークの地域(レギオナ)

## 医療制度

デンマークの人口ピラミッド

### プライマリケア
デンマークではプライマリケアの大部分は総合診療医(GP)より提供され、GPへの診療報酬は人頭払いと出来高払いを組み合わせた英国類似の制度である。デンマークには約4100人のGPがおり、一人あたり約1,300人の患者を受け持つ。
- レギオナ(5地区)レベルでは、GPの配置数および配置地域について計画する[1]。GPへの診療報酬および労働環境は、医師労働組合とレギオナにおける交渉にて決定される[1][5]。
- コムーネ(98市町村)レベルでは、訪問医療、訪問看護、学校保健などの領域の医療を提供する[1][5]。

登録したかかりつけGPへの受診の場合、自己負担は生じない。GPを登録していない場合は、受診において医療費の一部を自己負担する必要がある。住民の98.5%はかかりつけGPを登録している。
薬剤費については一部自己負担が生じる。

### 専門医療
デンマークには約1200人の専門医がおり、GPからの紹介状があれば自己負担なしで受診することができる。
歯科医療については自己負担が生じるが、18歳未満については免除となる。

### 病院医療

OECD各国の平均入院日数（急性医療）

デンマークの病院は、二次医療、三次医療を担っており、緊急時を除いてGPからの紹介状なしで受診することはできない。
運営は主にレギオナによる公立であり（コペンハーゲン地方ではCopenhagen Hospital Corporationも存在）、医師・看護師・コメディカルらは月給制の雇用である。民間運営の病院も存在するが、他のOECD諸国と比べて規模は小さく、ベッド数において1%以下にとどまる。
他のOECD諸国と比べ、デンマークはより一層のベッド数削減を成し遂げている。無駄な入院が行われないように、入院は短期間に留めてミュニティケアに切り替える施策がなされており、平均入院日数は4.4日とOECD平均の約半分である。しかし入院患者一人あたり多く費用が使われ、病院セクターの評価は国際的に高い。

## 財政

OECD各国の財源別保健支出。
水色は政府一般歳出、紫は社会保険、赤は自己負担、橙は民間保険、緑はその他

デンマークの医療は主に税金による国家歳入を原資としており、財政の約77%を占める。医療支出の84%は公費負担である。
デンマークの医療において中央政府の関与する役割は限定されており、主な責務は国家レベルの保健政策目標達成のための規制・調整・助言である。保健法の立法、医師免許交付、調整業務、保健ガイドライン策定、保健情報提供、調査研究収集などを行う。

## 医療の質
医療の質の向上運動において、デンマークは世界で主導的な立場にある。デンマークの医療は卓越した品質監査・改善制度が整備されているとOECDは評しており、それを支える高度な情報システムネットワークが存在する。
診療ガイドラインも地方から国家レベルまで幅広く整備されている。

### 医療情報化
デンマークは国民識別番号制度を持ち、CPR番号と呼称される。世界で最も医療情報化の進んだ国であり、ほぼ全てのプライマリケア医がフルスペックの電子カルテを活用している。医師は電子カルテと電子薬歴を、情報ネットワークMedComを介して情報交換している。
このようにデンマークでは高いレベルで活用されながら、近年の医療情報システムの断片化という問題を抱えており、医療情報システムがその能力を医療の質向上に活かしきれていないと指摘されている。